# Harnescar
La Harnescar ou Hachée est un supplice du Moyen Âge. 

## Description
Peine infamante, elle consistait à porter une selle ou un chien sur son épaule durant un certain temps. Elle était surtout utilisée, en particulier en Suisse, contre les hommes de haute lignée, qui avaient tenté un attentat contre la foi publique ou contre quelque personnage occupant une dignité ecclésiastique.